# Фиванский алфавит
Фиванский алфавит (также письмо ангелов, ангельский алфавит, алфавит Гонория, алфавит ведьм) — состоящая из 24 знаков система письма невыясненного происхождения, которая в Средние века использовалась для сокрытия от непосвящённых различных тайных текстов.

## Происхождение
В своей третьей книге сочинения Libri tres de occulta philosophia (Три книги сокрытой философии) немецкий маг и алхимик Агриппа Неттесхеймский (1486—1535) сообщает, что этот алфавит был составлен неким Гонорием Фиванским, в связи с чем другим его названием является руны Гонория (хотя знаки этого алфавита не являются родственными скандинавскому руническому письму). Вышеназванный Гонорий Фиванский традиционно (хотя и безосновательно) отождествляется с папой Римским Гонорием III (1150—1227). Своей формой знаки Фиванского алфавита сходны с алхимическими символами, однако как единое целое эта система не имеет ничего общего с какой-либо другой известной системой письма.

## Построение и использование
Все 24 знака алфавита Гонория, кроме последнего, соответствуют буквам латинского алфавита. В то же время латинским буквам «j», «u» и «w» в нём подходящих знаков нет. Они в указанном алфавите заменяются знаками, соответствующими латинским «i» и «v». Дополнительный символ вводится как знак окончания предложения. Прочие знаки препинания отсутствуют, также нет различия между заглавными и прочими знаками. Особые символы для цифр в нём не были предусмотрены, записи как правило велись слева направо.
Фиванский алфавит мог использоваться для записей на любом из европейских языков, имевших латинский алфавит, в том числе и на латинском языке, и предназначался в Средневековье для шифрования текстов, не подлежавших широкому распространению. В настоящее время он применяется различными группами людей, в первую очередь викканцами (неоязычниками), для которой ввёл его в обиход Джеральд Гарднер (1884—1964).

## Знаки
|   |           |       |   |   |                   |
| A | B         | C     | D | E | F                 |
|   |           |       |   |   |                   |
| G | H         | I / J | K | L | M                 |
|   |           |       |   |   |                   |
| N | O         | P     | Q | R | S                 |
|   |           |       |   |   |                   |
| T | U / V / W | X     | Y | Z | Конец предложения |